# УСТ Чорноморці (Каракас)
УСТ «Чорноморці» (Українське спортове товариство «Чорноморці»; ісп. Sport Club Mer Negro) — українське спортивне товариство з Каракаса, столиці Венесуели. Засноване в кінці січня 1949 року.
Основною метою УСТ було виховання здорової духом і тілом української молоді. Ініціативний Комітет Товариства очолив інженер — уродженець Бучаччини Антін Король.
У клубі функціонували секції з футболу, настільного тенісу, волейболу, легкої атлетики і шахів. Футбольна команда «Чорноморці» зіграла чимало товариських зустрічей з найсильнішими командами ІІ ліги Венесуели. Ці матчі і тренування відбувались на головному стадіоні Каракасу — «Парайсо».
Також у Товаристві проводилося багато турнірів з настільного тенісу, волейболу і шахів. Влаштовувалися туристичні прогулянки і спортивне мандрівництво. Багато членів Товариства подолали гори Анди, декотрі — вершину Піко-Болівар, що знаходиться біля міста Мерида (недалеко від Колумбії).
Спортивне Товариство «Чорноморці» було членом Венесуельського Спортивного Об'єднання, тим самим популяризуючи у Венесуелі український спорт. Уся діяльність Товариства висвітлювалась у спортивному бюлетені «Чорноморці», який редагував Левко Хомняк.